# إيرني روبنسون
إيرني روبنسون (بالإنجليزية: Ernie Robinson)‏ (21 يناير 1908 في المملكة المتحدة - 1 يناير 1991 بفانكوفر في المملكة المتحدة) هو لاعب كرة قدم بريطاني (وحمل سابقاً جنسية المملكة المتحدة لبريطانيا العظمى وأيرلندا) في مركزي الظهير وصائد ‏. شارك مع منتخب إنجلترا الوطني لإتحاد الرغبي. أما مع النوادي، فقد لعب مع شيفيلد يونايتد ونادي بارنسلي ونادي يورك سيتي ونوتس كاونتي ولينكولن سيتي أف سي ونادي كارلايل يونايتد ونادي نيلسون وTunbridge Wells F.C. ‏ وShildon A.F.C. ‏.